# Première Bordée
Albums de Soldat Louis
Pavillon noir (album)
Première bordée, sorti en 1988, est le premier album du groupe Soldat Louis.

## Liste des chansons
Toutes les chansons sont écrites et composées par Gary Wicknam et Soldat Louis.
| No | Titre                        | Durée |
| -- | ---------------------------- | ----- |
| 1. | Du rhum, des femmes          | 2:59  |
| 2. | Les p'tites du bout du monde | 4:11  |
| 3. | Tirer des caisses            | 4:03  |
| 4. | T'es mon secret              | 4:26  |
| 5. | Trop tard                    | 2:47  |
| 6. | Martiniquaise                | 4:44  |
| 7. | Emmène-la                    | 3:02  |
| 8. | Encore un rhum               | 4:17  |
| 9. | Soldat Louis                 | 3:26  |

## Crédit

### autour de l'album
- 1988 - Columbia - Sony Music
- Référence : B12482
- Éditeur : Sony Music
- Label : Déclic Communication (Globe Music)

### autour des musiciens
- Serge Danet alias Soldat Louis
- Renaud Detressan alias Gary Wicknam

## Sources
- Livret de l'édition CD de l'album